# Cirahayu
Cirahayu is een bestuurslaag in het regentschap Kuningan van de provincie West-Java, Indonesië. Cirahayu telt 3082 inwoners (volkstelling 2010).